# Ecgred
Ecgred est un prélat anglo-saxon de la première moitié du IXe siècle. Il est évêque de Lindisfarne de 830 à sa mort, en 845.

## Biographie
Ecgred succède à Heathured comme évêque de Lindisfarne en 830 et occupe ce siège épiscopal pendant quinze ans, jusqu'à son propre décès en 845. Eanberht lui succède.
Ecgred est l'auteur d'une lettre à l'archevêque d'York Wulfsige qui nous est parvenue. D'après la Historia de sancto Cuthberto, il est le fondateur de l'église de Gainford, sur la Tees.